# 特里斯坦-达库尼亚岛屿委员会
特里斯坦-达库尼亚岛屿委员会（英語：Tristan da Cunha Island Council）是英国属地圣赫勒拿、阿森松和特里斯坦-达库尼亚三个组成部分之一的特里斯坦-达库尼亚的立法机关。岛屿委员会实行一院制。岛屿委员会有11名委员，其中8名由直接选举产生（法律要求至少有1名女委员），任期3年，另外3名由特里斯坦-达库尼亚行政长官任命。岛屿委员会的领导人的称谓为“首席岛民”，由选民从委员中选出；现任首席岛民是詹姆斯·格拉斯。